# Văcărești, Harghita

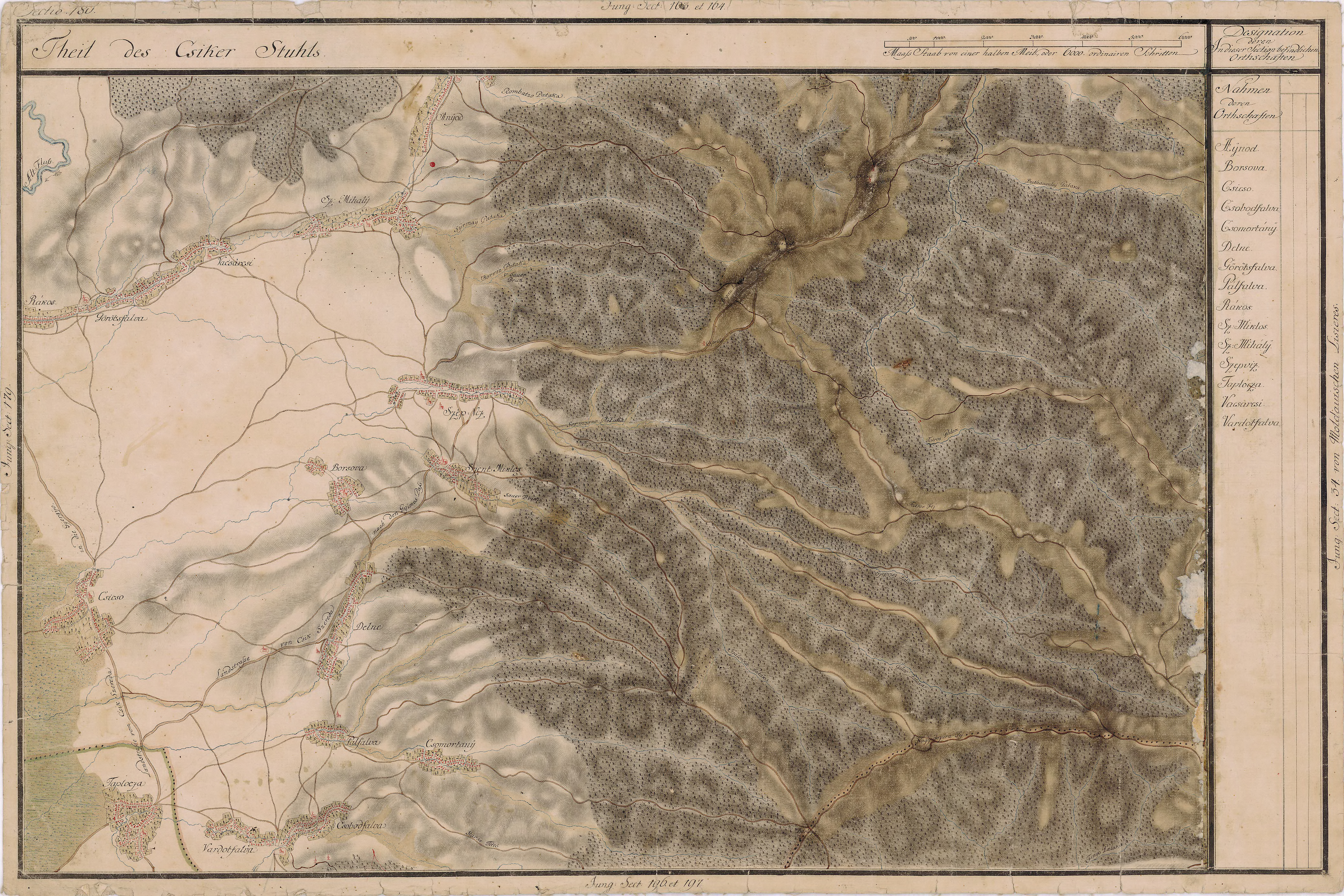
Văcărești în Harta Iosefină a Transilvaniei, 1769-73

Văcărești (maghiară Vacsárcsi) este un sat în comuna Mihăileni din județul Harghita, Transilvania, România.